# Jules Armand Dufaure
Jules Armand Stanislas Dufaure (4. prosince 1798 Saujon – 28. června 1881 Rueil-Malmaison) byl francouzský politik konzervativně–liberální orientace. Byl premiérem Francie v letech 1871–1873, 1876 a 1877–1879. Vedl pět kabinetů. Během třetí republiky byl představitelem Umírněných republikánů (Républicains modérés).

## Život
Jeho otec byl starostou Grézacu. Jules vystudoval práva na Pařížské univerzitě a svou kariéru začal jako advokát v Bordeaux, kde si získal pověst vynikajícího řečníka. Byl prvním francouzským advokátem, který obhajovací řeč nečetl. V roce 1834 byl zvolen poslancem. V roce 1839 se stal ministrem veřejných prací ve vládě Jean-de-Dieu Sulta. Podařilo se mu odblokovat rozvoj železničního stavitelství.
Po ztrátě úřadu v roce 1840 se stal jedním z vůdců opozice a po vypuknutí revoluce v roce 1848 přijal republiku a vstoupil do strany Umírněných republikánů. Vzápětí se stal ministrem vnitra ve vládě Louise-Eugèna Cavaignaca, ale po jeho porážce v prezidentských volbách odešel z politiky. Během druhého francouzského císařství se držel stranou veřejného života a působil v pařížské advokátní komoře.
V roce 1863 se stal nástupcem Étienna-Denise Pasquiera ve Francouzské akademii. Po vzniku třetí republiky se vrátil do politického života. V roce 1871 se stal členem Národního shromáždění a navrhl Adolpha Thierse jako prezidenta republiky. Poté se stal ministrem spravedlnosti, v kteréžto funkci prosadil zákon o soudních porotách. Vedl pak třetí vládu třetí republiky a musel v jejím čele vojensky potlačit revoluční hnutí, včetně Pařížské komuny.
V roce 1873 se s Thiersem rozešel, ale v roce 1875 se vrátil na svůj původní post pod Louisem Buffetem, kterého 9. března 1876 nahradil i na premiérském postu. Ve stejném roce byl zvolen doživotním senátorem. 12. prosince 1876 odstoupil kvůli útokům levicových republikánů ve sněmovně a konzervativců v senátu.
Po porážce konzervativců ve volbách 16. května se vrátil k moci a 24. prosince 1877 byl znovu zvolen premiérem. V době jeho premiérství Paříž pořádala slavnou Světovou výstavu. Zúčastnil se rovněž Berlínského kongresu. Počátkem roku 1879 se podílel na vynucení rezignace prezidenta Patrice de MacMahona, poté co prezident zpochybnil republikánské zřízení. Ihned poté, vyčerpán politickým bojem a zraněn smrtí své ženy, odešel Dufaure do důchodu.
Jeho manželka byla dcerou orientalisty Pierra-Amédée Jauberta. Oba jeho synové Gabriel a Amédée se stali politiky a poslanci.